# Magnezijeve anorganske spojine
Magnezij je alkalna zemeljska kovina in tvori nekaj anorganskih spojin. Na spodnjem seznamu so naštete vse spojine.

## Seznam
- Magnezijev acetat-Mg(OCOCH3)2,
- Magnezijev bikarbonat-Mg(HCO3)2,
- Magnezijev borid-MgB6,
- Magnezijev bromid-MgBr2,
- Magnezijev cianamid-MgNCN,
- Magnezijev cirkonat-MgZrO3,
- Magnezijev citrat-C6H6O7Mg,
- Magnezijev fluorid-MgF2,
- Magnezijev fluorofosfat-MgPO3F,
- Magnezijev fosfat-Mg3(PO4)2,
- Magnezijev gluconat-Mg(HOCH2(CHOH)4CO2)2,
- Magnezijev hidrid-MgH2,
- Magnezijev hidroksid-Mg(OH)2,
- Magnezijev hipoklorit-Mg(OCl)2,
- Magnezijev jodid-MgI2,
- Magnezijev karbid-MgC2,
- Magnezijev karbonat-MgCO3,
- Magnezijev klorid-MgCl2,
- Magnezijev molibdat-MgMoO4,
- Magnezijev nitrat-Mg(NO3)2,
- Magnezijev oksalat-MgC2O4,
- Magnezijev oksid-MgO,
- Magnezijev peroksid-MgO2,
- Magnezijev silikat-MgSiO3,
- Magnezijev sulfat-MgSO4,
- Magnezijev sulfid-MgS,
- Magnezijev titanat-MgTiO3,
- Magnezijev vodikofosfat-MgHPO4,
- Magnezijev volframat-MgWO4]],